# Caledothele australiensis
Espèce
Synonymes
- Stenygrocercus australiensis Raven, 1984

Caledothele australiensis est une espèce d'araignées mygalomorphes de la famille des Euagridae.

## Distribution
Cette espèce est endémique du Victoria en Australie. Elle se rencontre dans le Gippsland.

## Description
La carapace du mâle holotype mesure 2,77 mm de long sur 2,28 mm et l'abdomen 2,86 mm de long sur 1,75 mm et la carapace de la femelle paratype mesure 4,06 mm de long sur 3,25 mm et l'abdomen 4,94 mm de long sur 3,31 mm.

## Systématique et taxinomie
Cette espèce a été décrite sous le protonyme Stenygrocercus australiensis par Raven en 1984. Elle est placée dans le genre Caledothele par Raven en 1991.

## Étymologie
Son nom d'espèce, composé de australi[a] et du suffixe latin -ensis, « qui vit dans, qui habite », lui a été donné en référence au lieu de sa découverte.

## Publication originale
- Raven, 1984 : Systematics of the Australian curtain-web spiders (Ischnotheline: Dipluridae: Chelicerata). Australian Journal of Zoology Supplementary Series, vol. 93, p. 1-102.